# Kliklak
Kliklak (nebo také Kliklak system) je série modelů aut, které byly dodávány formou plastových výlisků, z nichž se model automobilu sestavil a následně se polepil samolepkami, jež byly v balení též dodány. Při tvorbě není potřeba používat lepidlo, protože jednotlivé díly do sebe zapadají díky pružným plastovým zámečkům. Nejsou nutné ani barvy, neboť jednotlivé výtisky jsou již dodávány ve výsledném barevném provedení.
Sérii Kilklak vyrábělo výrobní družstvo Směr od roku 1989 do roku 2006. Série obsahovala dva modely Škody Favorit, a to jeho civilní verzi a verzi Rallye 96. Obě verze se od sebe vzájemně lišily pouze vyvedením samolepek, jimiž byly modely polepovány.